# Philippe Leveau
Philippe Leveau (Angoulême, 4 gennaio 1940) è un archeologo e storico francese.
Professore emerito di archeologia presso l'Università di Aix-Marseille. Il suo campo di ricerca è la storia antica e il suo lavoro sul campo è incentrato in particolar modo sull'Africa romana e sui temi legati alla questione dell'acqua. Le collaborazioni sviluppate con geomorfologi ed ecologisti hanno contribuito allo sviluppo di approcci multidisciplinari all'Archeologia dei paesaggi. È noto per il suo lavoro su Cesarea di Mauretania/Cherchell e all'Acquedotto e mulini di Barbegal.
Professore di Antichità Nazionali all'Università di Aix-en-Provence dal 1984 al 2002, si è occupato anche di ricerche in Provenza, in particolare intorno all'Etang de Berre e alle Alpilles.

## Biografia
Da studente a Bordeaux aveva svolto ricerche sull'ideologia politica di Flavio Claudio Giuliano. Nel 1963 divenne assistente di storia antica presso l'Università di Algeri per sei anni (1966-1972), aveva iniziato le ricerche nell'area intorno a Cesarea di Mauretania/Cherchell. Dal 1972 al 1984 è stato ricercatore presso l'Università di Aix-Marseille dove ha discusso una tesi, sotto la supervisione di Paul-Albert Février, Cesarea di Mauretania e il suo territorio, che è un contributo allo studio delle relazioni città-campagna nell'Impero Romano.

## Opere e scritti
- (con J.-L. Paillet), L'alimentation en eau de Caesarea de Mauretanie et l'aqueduc de Cherchel, Paris, Editions L'Harmattan, 1976.
- (con Paul-Albert Février), Villes et campagnes dans l'Empire romain: actes du colloque organisé à Aix-en-Provence, Université de Provence, 1982 ISBN 2853990532
- Caesarea de Maurétanie, une ville romaine et ses campagnes, Rome: École française de Rome; Paris, 1984 ISBN 2-7283-0060-7
- Archéologie du territoire en France. 8 000 ans d'aménagements, Paris, La Découverte, 2013
- La città antica e l’organizzazione dello spazio rurale: città, villa, villaggio, Quaderni Bolotanesi, N° 14, 1988 pp. 205 – 231